# Деглавс Фріціс Юрійович
Фріціс Юрійович Деглавс (Деглав) (латис. Fricis Deglavs, 27 травня 1898, Ембутська волость Газенпотського повіту Курляндської губернії, тепер Латвія — 18 листопада 1957, місто Рига, тепер Латвія) — латиський радянський діяч, заступник голови Ради народних комісарів Латвійської РСР, голова Держплану при РМ Латвійської РСР. Депутат Верховної ради Латвійської РСР. Депутат Верховної ради СРСР 2—3-го скликань. Академік Академії наук Латвійської РСР.

## Життєпис
Народився в родині сільськогосподарських робітників. Навчався в початковій школі волості Нікраче. З юнацьких років наймитував у маєтку Калету, з 1915 року працював робітником. 
У 1918 році долучився до революційного руху. З 1919 року — в Червоній армії. Член загону червоних латиських стрільців, учасник громадянської війни в Росії.
У 1923 році закінчив партійну школу в Петрограді.
Після закінчення партшколи нелегально повернувся до Латвії. 1923 року — секретар ЦК Латвійської комуністичної молоді (комсомолу). Заарештований латвійською владою і засуджений до чотирьох років каторги. Вийшов з в'язниці у 1927 році під час обміну політичних в'язнів, переїхав до СРСР.
З 1927 до 1931 року навчався в Комуністичному університету національних меншин Заходу в Москві. Працював у журналі «Коммунистический Интернационал» та латвійських «Cīņu Biedrs» і «Krievijas Cīņa». 
На VIII з'їзді Латвійської комуністичної партії обраний членом її ЦК. Вів нелегальну революційну роботу в Латвії як секретар ЦК ЛКП. У цей період Деглавс кілька років перебував за кордоном, виконував відповідальні завдання Латвійської комуністичної партії.
Після окупації Латвії в червні 1940 року повернувся до Риги, призначений членом бюро ЦК ЛКП(б) і редактором газети «Cīņa», депутатом Народного Сейму.
Член ВКП(б) з 1940 року.
У 1940—1947 роках — 1-й заступник голови Ради Народних Комісарів (Ради Міністрів) Латвійської РСР та голова Держплану при РНК (РМ) Латвійської РСР. Під час німецько-радянської війни перебував у евакуації.
У 1947—1951 роках — голова Держплану при РМ Латвійської РСР. 
У 1951 — 18 листопада 1957 року — віцепрезидент Академії наук Латвійської РСР, директор Інституту економіки АН Латвійської РСР.
В останні роки життя хворів на гіпертонію та атеросклероз судин, 15 листопада 1957 року у нього стався інсульт. Помер 18 листопада 1957 року в Ризі.
Премія імені Фріца Деглавса Академії наук Латвійської РСР заснована в 1967 році та її присуджували до 1988 року.

## Нагороди
- орден Леніна
- орден Трудового Червоного Прапора
- орден «Знак Пошани»
- медалі